# Natação no Campeonato Europeu de Esportes Aquáticos de 2022 - 1500 m livre feminino
A prova dos 1500 metros nado livre feminino da natação no Campeonato Europeu de Esportes Aquáticos de 2022 ocorreu nos dias 14 e 15 de agosto no Foro Italico, em Roma na Itália.

## Calendário
| Fase          | Data         | Hora  |
| ------------- | ------------ | ----- |
| Eliminatórias | 14 de agosto | 10:18 |
| Final         | 15 de agosto | 19:29 |

Todos os horários estão no horário local (UTC+1)

## Recordes
Antes desta competição, os recordes eram os seguintes:
|                       | Nadadora       | Tempo    | Local        | Data                |
| --------------------- | -------------- | -------- | ------------ | ------------------- |
| Recorde mundial       | Katie Ledecky  | 15:20.48 | Indianápolis | 16 de maio de 2018  |
| Recorde europeu       | Lotte Friis    | 15:38.88 | Barcelona    | 30 de julho de 2013 |
| Recorde do campeonato | Boglárka Kapás | 15:50.22 | Londres      | 21 de maio de 2016  |

## Medalhistas
| Ouro                    | Prata                            | Bronze                    |
| Simona Quadarella (ITA) | Viktória Mihályvári-Farkas (HUN) | Martina Caramignoli (ITA) |

## Resultados

### Eliminatórias
Esses foram os resultados das eliminatórias.
| Pos. | Bateria | Raia | Nadadora                   | Nacionalidade | Tempo    | Notas |
| ---- | ------- | ---- | -------------------------- | ------------- | -------- | ----- |
| 1    | 3       | 4    | Simona Quadarella          | Itália        | 16:05.61 | Q     |
| 2    | 3       | 5    | Viktória Mihályvári-Farkas | Hungria       | 16:09.87 | Q     |
| 3    | 3       | 3    | Tamila Holub               | Portugal      | 16:24.03 | Q     |
| 4    | 2       | 5    | Martina Caramignoli        | Itália        | 16:24.84 | Q     |
| 5    | 2       | 6    | Ángela Martínez            | Espanha       | 16:25.19 | Q     |
| 6    | 2       | 7    | Alisée Pisane              | Bélgica       | 16:26.20 | Q,    |
| 7    | 3       | 2    | Diana Durães               | Portugal      | 16:29.03 | Q     |
| 8    | 3       | 6    | Paula Otero                | Espanha       | 16:30.78 | Q     |
| 9    | 3       | 1    | Paulina Piechota           | Polónia       | 16:31.59 |       |
| 10   | 2       | 2    | Bettina Fabian             | Hungria       | 16:39.39 |       |
| 11   | 2       | 8    | Imani de Jong              | Países Baixos | 16:40.11 |       |
| 12   | 2       | 4    | Ajna Késely                | Hungria       | 16:44.16 |       |
| 13   | 3       | 8    | Lucie Hanquet              | França        | 16:48.42 |       |
| 14   | 2       | 3    | Celine Rieder              | Alemanha      | 16:48.97 |       |
| 15   | 3       | 7    | Fabienne Wenske            | Alemanha      | 16:50.26 |       |
| 16   | 3       | 0    | Lara Seifert               | Alemanha      | 16:53.51 |       |
| 17   | 2       | 0    | Klara Tarasiewicz          | Polónia       | 16:53.87 |       |
| 18   | 2       | 1    | Duru Tanriverdi            | Roménia       | 16:55.85 |       |
| 19   | 1       | 3    | Noemi Freimann             | Suíça         | 17:03.51 |       |
| 20   | 1       | 5    | Thilda Häll                | Suécia        | 17:06.81 |       |
| 21   | 3       | 9    | Arianna Valloni            | San Marino    | 17:07.87 |       |
| 22   | 1       | 4    | Grace Hodgins              | Irlanda       | 17:25.04 |       |

### Final
Esse foi o resultado da final. 
| Pos.              | Raia | Nadadora                   | Nacionalidade | Tempo    | Notas |
| ----------------- | ---- | -------------------------- | ------------- | -------- | ----- |
| Medalha de ouro   | 4    | Simona Quadarella          | Itália        | 15:54.15 |       |
| Medalha de prata  | 5    | Viktória Mihályvári-Farkas | Hungria       | 16:02.15 |       |
| Medalha de bronze | 6    | Martina Caramignoli        | Itália        | 16:12.39 |       |
| 4                 | 8    | Paula Otero                | Espanha       | 16:18.27 |       |
| 5                 | 3    | Tamila Holub               | Portugal      | 16:18.64 |       |
| 6                 | 2    | Ángela Martínez            | Espanha       | 16:22.37 |       |
| 7                 | 1    | Diana Durães               | Portugal      | 16:26.53 |       |
| 8                 | 7    | Alisée Pisane              | Bélgica       | 16:37.34 |       |

Legenda
| Recorde mundial       | Recorde mundial (World record)               |                       | Recorde africano                      | Recorde africano (African) |                                           | Q | Classificado por posição (Qualified) |
| Recorde do campeonato | Recorde do campeonato (Championship record)  | Recorde da América    | Recorde da América (Americas)         | q                          | Classificado por melhor tempo (Qualified) |   |                                      |
| Melhor marca do ano   | Melhor marca do ano (World leading)          | Recorde asiático      | Recorde asiático (Asian)              | DNS                        | Não largou (Did not start)                |   |                                      |
| Recorde nacional      | Recorde nacional (National record)           | Recorde europeu       | Recorde europeu (European)            | DNF                        | Não terminou (Did not finish)             |   |                                      |
| Recorde pessoal       | Recorde pessoal do atleta (Personal best)    | Recorde da Oceania    | Recorde da Oceania (Oceania)          | DSQ / DQ                   | Desclassificado (Disqualified)            |   |                                      |
| Recorde da temporada  | Recorde da temporada do atleta (Season best) | Recorde sul-americano | Recorde sul-americano (South America) | NM                         | Sem marca (No mark)                       |   |                                      |